# LAND (ゆずのアルバム)
『LAND』（ランド）は、ゆず通算11枚目のオリジナルアルバム。2013年5月1日にセーニャ・アンド・カンパニーから発売された。
キャッチコピーは「ベストアルバムを超えたオリジナルアルバム、誕生。」。

## 概要
前作『2-NI-』から約2年3ヶ月振りのオリジナルアルバム。2013年のツアー「YUZU YOU〜みんなと、どこまでも〜」の最終日横浜アリーナ公演で発売が発表された。前作以降に発表されたシングル曲6曲（配信限定曲を含む）を含む全13曲を収録しており、初回盤は5面パノラマパッケージ＋60Pアートブックレット付きとなっている。アートワークのデザインは村上隆が、2005年のベストアルバム『Going Home』以来8年ぶりに手がけた。
『YUZU YOU』に続いて4作連続、通算12作目のオリコン1位を獲得した。
東日本大震災発生後初のオリジナルアルバムで、収録曲には震災を意識した決意表明やレクイエムの意味合いを持つ楽曲が多い。

## 収録曲
1. REASON (5:07)
  - 作詞・作曲：北川悠仁・岩沢厚治・前山田健一 / Produced by ゆず / 編曲：前山田健一 & ゆず

37thシングル。
ゆずのオリジナルアルバムでシングル曲が最初に来るのは初めてである。
2. LAND (5:51)
  - 作詞・作曲：北川悠仁 / Produced by 蔦谷好位置 & ゆず

ジャパンゲートウェイ「Mellsavon」CMソング。アルバム発売前の4月25日から発売された「メルサボン×ゆずコラボセット」にはこの曲のアコースティックVer.が収録されたCDが付いている。
アルバム発売に先駆けて、4月24日よりiTunes Storeにて先行配信されている。
3. イロトリドリ (3:27)
  - 作詞：北川悠仁 / 作曲：北川悠仁・JIN / Proudced by JIN & ゆず

3作目の配信限定シングル。
今作発売時のプロモーションでは、この曲を披露することが多かった。
4. 砂漠のメリーゴーランド (3:44)
  - 作詞・作曲・編曲：北川悠仁 / Produced by ゆず
5. with you (5:30)
  - 作詞・作曲：北川悠仁 / Produced by 蔦谷好位置 & ゆず

35thシングル。
6. ゼラニウム (4:34)
  - 作詞・作曲：北川悠仁 / Produced by ゆず / 編曲：soundbreakers & ゆず

震災に対するレクイエムである。
ホノルルマラソンを翌日に控え、ホテルで寝ようとした時に浮かんできた曲。
本来はシングルとしてリリースされた「守ってあげたい」がこのアルバムに収録される予定だったが、出来が良すぎるという事でシングル曲となり、代わりにこちらが収録された。
7. Interlude "OHANASHI" (1:16)
  - 脚本：北川亜門

ゆずの二人による寸劇。次曲「LOVE & PEACH」と繋がっている。
BGMにバイオリンバージョンの「イロトリドリ」が流れている。
8. LOVE & PEACH (4:20)
  - 作詞・作曲：北川悠仁 / Produced by 蔦谷好位置 & ゆず

2作目の配信限定シングル。
表記はないものの、シングルバージョンとは若干ミックスが異なるものとなっている。
9. 流れ星キラリ (ゆずバージョン) (5:03)
  - 作詞：北川悠仁・岩沢厚治 / 作曲：北川悠仁 / Produced by ゆず / 編曲：前山田健一 & ゆず

日本テレビ系アニメ『HUNTER×HUNTER』（キメラアント編）エンディングテーマ。
ゆずが『HUNTER×HUNTER』の声優陣（潘めぐみ、伊瀬茉莉也、平野綾）に提供した楽曲のセルフカバーで、オリジナルバージョンに一部歌詞が追加されている。
オリジナル版のタイトルにある「☆」の表記が省略されている。
10. また明日 (4:55)
  - 作詞・作曲：岩沢厚治 / Produced by 寺岡呼人 & ゆず

36thシングル。
11. 翔 (5:40)
  - 作詞・作曲：北川悠仁 / Produced by ゆず / 編曲：斎藤有太 & ゆず

34thシングル。
12. 灯影 (4:34)
  - 作詞・作曲：岩沢厚治 / Produced by ゆず / 編曲：soundbreakers & ゆず

このアルバムの新曲の中で唯一岩沢単独の作詞・作曲である。
13. ムーンライトパレード (4:18)
  - 作詞・作曲：北川悠仁 / Produced by 蔦谷好位置 & ゆず

北川がインフルエンザ療養中に書き上げた曲である。

- 全トラック終了後、約14秒の無音の後に隠しトラックとして「DOT PIERROT」（作詞・作曲：北川悠仁）が収録されている[注釈 1]。このアルバムにはこの曲の歌詞が掲載されてはいないが、2013年12月25日発売の「LIVE FILMS GO LAND」に同封のブックレットに初めて歌詞が掲載された。

## 演奏
- 北川悠仁
  - Vocal, Acoustic Guitar, Tambourine, Other Instruments
  - Programming, All Other Instruments (#4)
  - Piano (#6)
  - 脚本、猿使い (#7)
- 岩沢厚治
  - Vocal, Acoustic Guitar, Harp
  - 猿 (#7)
- 前山田健一：Programming, All Other Instruments (#1.9)
- 蔦谷好位置：Programming, All Other Instruments (#2.5.8.13)
- 種子田健：Bass (#2.8)
- 佐藤健治 (Be.)
  - Electric Guitar (#2)
  - Acoustic Guitar (#9)
- 渡部安見子：Viola (#2)
- 笠原あやの：Cello (#2)
- 西村浩二、菅坂雅彦：Trumpet (#2)
- 村田陽一：Trombone (#2)
- JIN：Programming, All Other Instruments (#3)
- 楠瀬拓哉：Drums (#3)
- TOKIE：Bass (#3)
- 佐々木貴之：Electric Guitar (#5.8)
- 弦一徹ストリングス：Strings (#5)
- soundbreakers：Programming, All Other Instruments (#6.12)
- 佐藤帆乃佳：弦 (#7)
- 松原“マツキチ”寛：Drums (#8)
- 浜崎快声 (Be.)
  - Acoustic Guitar (#9)
  - Electric Guitar (#12)
- 寺岡呼人：Bass, Programming (#10)
- 林久悦：Drums (#10)
- 鈴木Daichi秀行：Electric Guitar, All Other Instruments (#10)
- 斎藤有太：Acoustic Piano, All Other Instruments (#11)
- 山木秀夫：Drums (#11)
- 美久月千晴：Bass (#11)
- 朝川朋之：Harp (#12)

## 「Mellsavon×ゆずスペシャルコラボセット」
「THE BEGINNING OF LAND SPECIAL ACOUSTIC GUITAR VERSION」は、ゆずとジャパンゲートウェイのボディウォッシュ「Mellsavon」のコラボ商品 「Mellsavon×ゆずスペシャルコラボセット」に付属されているCD。2013年4月25日に発売された。

### 解説
アルバム発売約1週間前の4月25日から全国のダイエー・イオン1000店舗で10万個限定発売された。内容はゆずの香りの「メルサフローラルハーブ×ゆず スペシャルコラボ モイスト ボディウォッシュ」と「メルサフローラルハーブ×ゆず スペシャルコラボ インバス ボディトリートメント」とCDのセット。
同日、有村架純らが出演するCMもオンエアが開始された。（CMソング自体はアルバムに収録されている音源）
ボディウォッシュに付属のCDであるため、当然ながらオリコン等のチャートにはランクインしていない。

### 収録曲
1. LANDスペシャルアコースティックギターバージョン
  - 作詞・作曲：北川悠仁 / Produced by 蔦谷好位置 & ゆず

2012年9月のSAKURA STUDIOでのプリプロ音源。実際にアルバムに収録された音源よりもテンポが速い。